# Friedrichshafen (Schiff, 1856)
Die Friedrichshafen war das zweite Dampfschiff, das für die Württembergischen Staatsbahnen auf dem Bodensee in Dienst gestellt wurde. Zuerst wurde das Eisenschiff als Glattdeckdampfer von der Zürcher Werft Escher, Wyss & Cie. gebaut, 1878 erfolgte der Umbau in ein Halbsalonschiff. Nach 53 Dienstjahren wurde das Schiff von einem Neubau abgelöst, der ebenfalls den Namen Friedrichshafen bekam. Die alte Friedrichshafen wurde danach verschrottet, die Schiffsglocke wurde vom Motorschiff Schwaben übernommen.
Obwohl Württemberg nach der Gründung des Deutschen Kaiserreichs 1871 seine Souveränität weitgehend abgab, blieben die Eisenbahnen aller drei süddeutschen Länder und damit auch die Friedrichshafen unter der jeweiligen Landeshoheit. Auf dem Bodensee gab es daher keine Passagierdampfer, die unter der Flagge des Kaiserreichs fuhren.